# Pedro Nutz
Pedro Martín Sosa Nutz (Galarza, Gualeguay, Entre Ríos, 9 de junio de 1941) es un actor, comediante y bandoneonista argentino autodidacta, que destacó en televisión como comediante luego de imitar a Pepe Biondi y que éste lo apadrinara. Antes y luego de su trabajo televisivo, desempeñó diversas ocupaciones, y a 2015 está jubilado y trabaja como bandoneonista a la gorra en el ramal Retiro-Tigre del tren Mitre. En sus funciones destaca la frase "sólo el amor salvará al mundo". Al explicar la frase, expresa que es más importante el amor hacia "el prójimo", que hacia alguna deidad; aduciendo que tanto Bush, como Bin Laden, o muchos otros afirman creer en algún dios pero eso no evita que faciliten guerras, incluso en su nombre.
Nació con una deformación congénita en el pie, por lo que lo arrastraba al caminar. Por ese motivo, le realizaron dos operaciones en el Hospital de Niños, permitiéndole caminar bien a los 6 años.

En 2015, registró su frase de cabecera "sólo el amor salvará al mundo" como marca registrada para "bebidas alcohólicas, con excepción de cervezas".